# Honda Grand Prix of Saint Petersburg 2005
Honda Grand Prix of Saint Petersburg 2005 var ett race som var den tredje deltävlingen i IndyCar Series 2005. Racet kördes den 3 april på Saint Petersburgs gator. Det var den första tävlingen i IndyCar Series som inte hölls på en oval. Dan Wheldon blev den historiske vinnaren, och hans teamkamrater Tony Kanaan, Dario Franchitti och Bryan Herta var de tre närmaste förarna, vilket gav Andretti Green racing en unik och historisk 1-2-3-4-seger.

## Slutresultat
| Plats | Förare             | Team                     | Grid | Kvaltid  |
| ----- | ------------------ | ------------------------ | ---- | -------- |
| 1     | Dan Wheldon        | Andretti Green Racing    | 9    | 1.03,953 |
| 2     | Tony Kanaan        | Andretti Green Racing    | 3    | 1.02,978 |
| 3     | Dario Franchitti   | Andretti Green Racing    | 4    | 1.03,038 |
| 4     | Bryan Herta        | Andretti Green Racing    | 1    | 1.02,509 |
| 5     | Vitor Meira        | Rahal Leterman Racing    | 12   | 1.04,292 |
| 6     | Scott Dixon        | Chip Ganassi Racing      | 11   | 1.04,202 |
| 7     | Buddy Rice         | Rahal Letterman Racing   | 17   | 1.05,195 |
| 8     | Patrick Carpentier | Cheever Racing           | 14   | 1.04,463 |
| 9     | Darren Manning     | Chip Ganassi Racing      | 16   | 1.04,756 |
| 10    | Alex Barron        | Cheever Racing           | 13   | 1.04,305 |
| 11    | Roger Yasukawa     | Dreyer & Reinbold Racing | 18   | 1.05,782 |
| 12    | Danica Patrick     | Rahal Letterman Racing   | 16   | 1.04,756 |
| 13    | Kosuke Matsuura    | Fernández Racing         | 7    | 1.03,756 |
| 14    | Ryan Briscoe       | Chip Ganassi Racing      | 10   | 1.04,114 |
| 15    | Sam Hornish Jr.    | Marlboro Team Penske     | 6    | 1.03,451 |
| 16    | Tomáš Enge         | Panther Racing           | 5    | 1.03,265 |
| 17    | Tomas Scheckter    | Panther Racing           | 8    | 1.03,818 |
| 18    | Scott Sharp        | Fernández Racing         | 20   | -        |
| 19    | Ed Carpenter       | Vision Racing            | 19   | 1.07,935 |
| 20    | Hélio Castroneves  | Marlboro Team Penske     | 2    | 1.02,693 |
| 21    | A.J. Foyt IV       | A.J. Foyt Enterprises    | 21   | -        |